# Lutte antimicrobienne

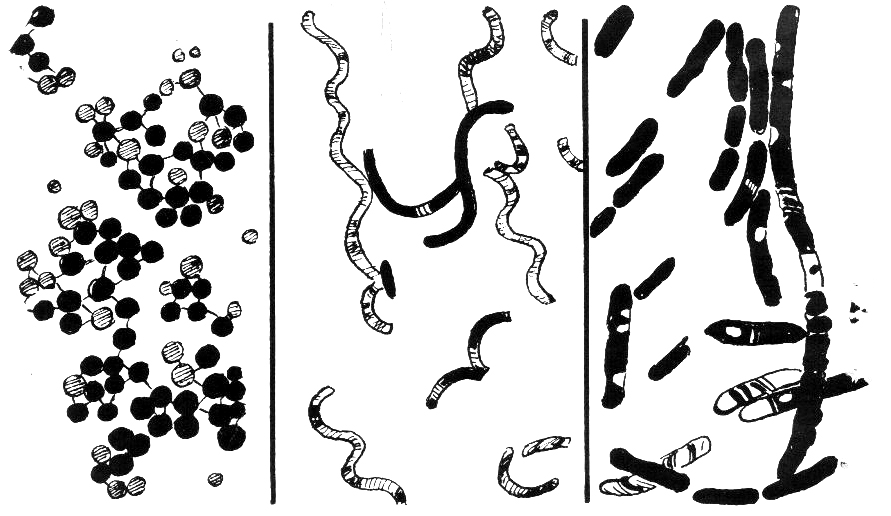
Dessins de bactéries: de gauche à droite : cocci, spirilla, bacilli.

Les moyens déployés dans la lutte antimicrobienne peuvent être considérables, car il y va de la survie de l'espèce humaine. 
Les micro-organismes font partie intégrante des écosystèmes. Leur présence est parfois indispensable au renouvellement ou à l'entretien de l'environnement.
En revanche, l'Homme est en lutte permanente contre de nombreux virus et bactéries pathogènes, susceptibles de provoquer des maladies - voire des épidémies - au sein des populations.
Ils se présentent sous différentes formes, de la surveillance à la désinfection, en passant par la recherche et la prévention auprès des populations dites "à risques".
Cependant certains micro-organismes sont utiles voire indispensables à l'homme et à l'animal, en particulier ceux qui constituent le microbiote, et d'autres sont indispensables à la vie des plantes.

## Historique des grandes avancées
Bien que de nos jours l'hygiène paraisse "normale", il n'en fut pas ainsi depuis toujours. 
En effet, avant la découverte des micro-organismes, les rues et les gens étaient souvent sales, dans de nombreuses civilisations.
L'apparition des épidémies était alors fréquente, et leur fin était toujours incertaine, car les causes de celles-ci n'étaient pas clairement définies.
Depuis plusieurs siècles, des découvertes ont permis de grands progrès de la lutte antimicrobienne, tant dans la compréhension des microbes que dans la recherche médicale.
- 1590 : Invention du microscope par deux lunetiers hollandais : Hans Jansen et son fils Zacharie. Leur invention était composée de deux lentilles convexes montées aux extrémités d’un tube.

- 1880 : Découverte des micro-organismes pathogènes et création du premier vaccin par Louis Pasteur, après avoir mené de nombreux travaux pour prouver ses théories. Il ne sera vraiment pris au sérieux qu'après le succès de son vaccin contre la rage.

- 1928 : Découverte et utilisation de la pénicilline, le premier antibiotique, par Alexander Fleming. C'est par hasard qu'il découvrit qu'une moisissure (penicillium) pouvait arrêter le développement d’une colonie de germes.

- 1948 : Création de l'Organisation mondiale de la santé (OMS), après la Première Guerre mondiale et l'épidémie de grippe espagnole qui s'ensuivit.

- 2005 : Séquençage du microbiote intestinal.

## Moyens de lutte
La formation, les précautions standard, l’asepsie, l'antisepsie, la désinfection, la stérilisation, la filtration et l'antibiothérapie.
Les méthodes : lavages des mains, désinfections des locaux et du matériel...

### Acteurs de la lutte
La lutte antimicrobienne peut se faire à différents niveaux. 
- Chaque personne doit prendre soin d'elle, il s'agit d'une obligation envers soi-même, mais aussi envers son entourage.

- Dans la nature, le respect de règles d'hygiène (pas de dépôts d'ordures par exemple) permet d'éviter l'émergence de foyers propices au développement des micro-organismes, ou de leurs vecteurs (par exemple certains moustiques).

- À un niveau plus global, les collectivités et l'État veillent à l'entretien des locaux publics, en particulier pour les bâtiments susceptibles de contenir ou de propager des bactéries pathogènes.

C'est le cas des hôpitaux, mais aussi celui des laboratoires, des services de restauration, dans lesquels des règles d'hygiène et de sécurité draconiennes peuvent et doivent être appliquées.
En France, les ministères de la santé, de l'agriculture et de la consommation sont chargés de contrôler les importations, exportations, conditions d'hygiène et de conservation des denrées alimentaires.
Aussi, l'Institut de veille sanitaire a pour rôle de surveiller l'état de santé général de la population.
- Au niveau mondial, c'est l'OMS qui est chargée de veiller à la santé des populations, en recueillant des statistiques sur les maladies, en s'informant de l'évolution des épidémies déjà présentes, en prenant les précautions nécessaires, afin de venir en aide aux pays les plus touchés, et de mettre sous contrôle d'éventuelles épidémies.

Les chercheurs et spécialistes de tous pays travaillent à trouver de nouveaux vaccins et traitements. La concurrence pharmaceutique empêche parfois la communication de ces travaux d'un pays à l'autre, retardant l'accès aux soins pour des raisons souvent économiques.
De plus, les guerres et conflits, mais aussi les catastrophes naturelles sont autant de freins à la lutte antimicrobienne dans le monde.

### Actions auprès des populations
Actuellement, certaines épidémies sont difficiles à éradiquer. Les traitements peuvent parfois atténuer les douleurs et les symptômes, sans toutefois guérir les personnes touchées.
Par exemple, le virus du sida (VIH) fait des ravages, en particulier en Afrique, où malgré les interventions de médecins, les messages de prévention ont encore du mal à passer. 
L'accès aux soins étant encore trop onéreux pour beaucoup des malades, il est difficile d'avoir conscience de l'ampleur du phénomène. 
De plus, une partie importante des personnes contaminées n'ont pas conscience de leur état, ou banalisent la maladie en pensant qu'il existe des moyens de guérison. Dans ce genre de cas, la prévention et la prophylaxie sont les seuls moyens dont disposent les médecins et les populations.
La vaccination est une technique visant à inoculer un virus atténué dans un organisme sain, afin de lui faire produire des anticorps. Il pourra ainsi se défendre en cas de contact avec le virus non atténué.
Cette méthode préventive, bien que répandue, reste coûteuse. Certains pays rendent obligatoires les vaccins pour les maladies les plus graves.
Lors d'une épidémie, une fois la source de contagion localisée, des moyens spécifiques sont mis en œuvre afin de lutter contre les vecteurs de la maladie, et pour soigner les personnes atteintes.

### Perspectives d'avenir
L'utilisation abusive des antibiotiques engendre un problème de résistance des bactéries : beaucoup de patients, en cessant leur traitement dès la disparition des symptômes au lieu de le suivre jusqu'au bout, se transforment involontairement en machines à sélectionner les seuls organismes résistant le mieux aux antibiotiques. On passe ainsi en quelques décennies d'une population bactérienne composant 1 % d'organismes résistants à une autre qui pourra en comporter 20 %. Il faut donc sans cesse en trouver de nouveaux, sous peine de voir se propager des maladies qui, jusqu'à maintenant, se guérissaient relativement facilement. Or le test d'innocuité de ceux-ci prend un temps pendant lequel les souches résistantes peuvent faire des ravages. Par ailleurs, rien ne dit que le nombre d'antibiotiques possibles soit lui-même illimité.
Avec l'apparition de nouveaux virus, qui évoluent (mutent) et se propagent, ou qui servent d'armes bactériologiques, le risque est omniprésent.
La coopération mondiale au niveau de l'OMS permet de dresser des synthèses des problèmes sanitaires, et d'agir en fonction de ceux-là.
Les chercheurs explorent tous les jours de nouvelles ressources dans le but de trouver des traitements adaptés, évolutifs, et moins onéreux, afin que chaque personne puisse bénéficier de soins.
Une piste sérieusement étudiée est celle des bactériophages, qui, à l'avenir, pourraient apporter une solution concrète pour l'élimination des bactéries pathogènes.

## Impact sur les micro-organismes utiles
La lutte contre les micro-organismes pathogènes ne doit pas se faire de façon indifférenciée, au risque d'affecter les micro-organismes utiles à l'homme comme Escherichia coli qui joue un rôle essentiel dans l'équilibre intestinal, en empêchant la colonisation du tube digestif par des espèces pathogènes.
Certains micro-organismes sont indispensables à la vie et à la croissance des plantes, en particulier au niveau des racines (symbiose), et l'utilisation excessive de pesticides et produits phyto-sanitaires conduit à l'appauvrissement des sols.
La lutte antimicrobienne sans précautions (comme par exemple aux États-Unis où se pratique la désinfection des carcasses de bœuf à l'eau de Javel) ou l'utilisation excessive des antibiotiques lors de l'élevage d'animaux peut conduire à des résistances microbiennes préoccupantes.